# Córdoba CF
Córdoba Club de Fútbol (phát âm tiếng Tây Ban Nha: [ˈkoɾðoβa]), thi đấu với tên Unión Futbolística Cordobesa S.A.D., là một câu lạc bộ bóng đá Tây Ban Nha có trụ sở tại Córdoba, trong cộng đồng tự trị Andalusia. Được thành lập vào năm 1954 với tên Club Deportivo San Álvaro, nó được đổi tên thành Cordoba CF vào năm 1954 sau khi RCD Córdoba giải thể. Hiện tại đội thi đấu ở Segunda División, với các trận đấu trên sân nhà tại sân vận động Arcángel Mới có sức chứa 25.800 chỗ ngồi.

## Cầu thủ

### Đội hình hiện tại
Tính đến 1/3/2024.
Ghi chú: Quốc kỳ chỉ đội tuyển quốc gia được xác định rõ trong điều lệ tư cách FIFA. Các cầu thủ có thể giữ hơn một quốc tịch ngoài FIFA.
| Số | VT | Quốc gia    | Cầu thủ                                     |
| -- | -- | ----------- | ------------------------------------------- |
| 1  | TM | Tây Ban Nha | Lluis Tarrés                                |
| 2  | HV | Tây Ban Nha | Iván Rodríguez                              |
| 3  | HV | Tây Ban Nha | José Calderón                               |
| 4  | HV | Tây Ban Nha | Adrián Lapeña                               |
| 5  | HV | Tây Ban Nha | Adri Castellano                             |
| 6  | TV | Tây Ban Nha | Álex Sala (mượn từ Girona)                  |
| 7  | TĐ | Tây Ban Nha | Kike Márquez (đội trưởng)                   |
| 8  | HV | Serbia      | Dragiša Gudelj                              |
| 9  | TĐ | Tây Ban Nha | Kuki Zalazar                                |
| 10 | TĐ | Maroc       | Simo Bouzaidi                               |
| 11 | TĐ | Tây Ban Nha | Álvaro Leiva (mượn từ Real Madrid Castilla) |
| 13 | TM | Tây Ban Nha | Carlos Marín                                |

| Số | VT | Quốc gia    | Cầu thủ                           |
| -- | -- | ----------- | --------------------------------- |
| 14 | TV | Tây Ban Nha | Recio                             |
| 15 | TV | Tây Ban Nha | Isma Ruiz                         |
| 16 | HV | Tây Ban Nha | José Martínez                     |
| 17 | TĐ | Bồ Đào Nha  | Adilson                           |
| 18 | HV | Tây Ban Nha | Carlos García-Die (mượn từ Cádiz) |
| 19 | TĐ | Tây Ban Nha | Alberto Toril                     |
| 20 | TĐ | Tây Ban Nha | Antonio Casas                     |
| 21 | HV | Tây Ban Nha | Carlos Albarrán                   |
| 22 | TV | Mali        | Yussi Diarra                      |
| 23 | TV | Tây Ban Nha | Cristian Carracedo                |
| 27 | HV | Tây Ban Nha | Matías Barboza                    |